# Bernard-Raymond Fabré-Palaprat
Pour les articles homonymes, voir Fabre et Palaprat.
Bernard-Raymond Fabré-Palaprat, né le 23 mai 1773 à Cordes et mort le 18 février 1838 à Pau, est le créateur en 1804 d'un Ordre du Temple et d’une Église johannite.

## Biographie
Bernard Raymond Fabré-Palaprat est baptisé à Cordes, dans le Tarn, le 23 mai 1773. Il est fils de Raymond Fabré, maître en chirurgie et de Jeanne Marie Palaprat. Il entre au séminaire de Cahors, sans, semble-t-il, être ordonné prêtre, car la Révolution française interrompt cette carrière sacerdotale. Il devient docteur en médecine de l’École de Caen. Une fois médecin (avril 1798 à Caen, septembre 1803 à Paris), podologue, il s’établit à Paris dès 1803.
Toujours à Paris, il joint la franc-maçonnerie, dans la loge des Chevaliers de la Croix. Cette loge relève du Grand Orient de France mais est exclue en 1841. Son vénérable maître, le docteur Jacques-Philippe Ledru, persuade Fabré-Palaprat d'une filiation templière de vingt-deux grands maîtres de l’Ordre du Temple depuis Hugues de Payns (no 1, 1129), jusqu’à Jacques de Molay (no 22, 1292), et de vingt-deux autres après Jean-Marc Larmenius (1314 ou 1324, commandeur de Jérusalem). Fabré-Palaprat soutient avoir trouvé (en 1804 ?) une « Charte de transmission », dite « Charte de Larmenius », datée de 1324, continuée, qui donne des successeurs à Jacques de Molay. Il admet alors une filiation néotemplière de grands maîtres du Temple, dont : Jean-Marc Larmenius (no 23, 1324, inconnu par ailleurs), Thomas-Théobald d’Alexandrie (no 24, 1324), Bertrand du Guesclin (no 27, 1357), Philippe duc d’Orléans (no 39, 1705), Timoléon de Cossé-Brissac (no 43, 1776), Claude-Matthieu Radix de Chevillon (no 44, 1792), et lui, Bernard-Raymond Fabré-Palaprat (no 45, 1804),,.
Cette charte, rédigée en latin, est un apocryphe, datant sans doute du XVIIIe siècle. Fabré-Palaprat est nommé grand maître de l’Ordre du Temple en 1812 par Guillaume Mauviel (1757-1814), évêque constitutionnel (1800) des Cayes à Saint-Domingue. Le 18 mars 1808, pour l’anniversaire de la mort de Jacques de Molay, « à son apogée, les Chevaliers de l'Ordre du Temple, au nombre d'à peu près 200, feront une procession remarquée, à cheval et avec l'habit blanc frappé d'une croix rouge, en direction de l'église Saint-Paul de Paris. Ce sera la plus grande - et l'unique - grande manifestation de l'Ordre du Temple restauré ».
Bernard Raymond Fabré-Palaprat, qui cherche à concilier Illuminisme ésotérique et science, entre un jour [jour de l’an 1804 ?] en possession d'un texte écrit en grec intitulé Levitikon. Ce livre anonyme contient une version modifiée de l'Évangile selon Jean, laquelle présente le Christ comme un grand initié aux mystères d'Égypte et un détenteur d'enseignements secrets transmis jusqu'aux auteurs du Lévitikon en passant par les templiers médiévaux. Fabré-Palaprat crée alors un Ordre du Temple, associé à une loge maçonnique dite Les Chevaliers de la Croix (elle-même affiliée au Grand Orient). L'Ordre prend en 1828 le nom d'Église des Chrétiens primitifs. L'abbé Ferdinand Châtel fait siennes les idées contenues dans le Lévitikon et établit en 1831 un nouveau culte, l'Église catholique universelle, ou Église johannite templière.
Il meurt à Pau le 18 février 1838 et est inhumé au cimetière du Nord (cimetière de Montmartre) le 24 mars 1838.

### Le médecin
Fabré-Palaprat se révèle un médecin novateur, un officier de santé dévoué. Il est directeur général de la Société médico-philanthropique. En 1813, il est chargé de la surveillance des maladies contagieuses. Il intervient à ce titre mais aussi en soldat face aux forces européennes alliées contre l'Empire de Napoléon pendant la Bataille de Paris de 1814 (ce qui lui vaut la légion d’honneur). Il lutte aussi contre l’épidémie de choléra-morbus de février-octobre 1832.
Membre de l'Athénée des arts, qu'il préside en 1829, il a créé la première Académie de médecine dès 1805 (les actes de cette création sont conservés). Il a contribué à la vulgarisation de nombreuses découvertes médicales et scientifiques dont il est le fidèle rapporteur auprès de l'Athénée des arts. Il a contribué à la vulgarisation de l'utilisation de l'électricité dans le traitement des maladies mentales et a obtenu la légion d'honneur ainsi que la médaille d'or de la ville de Paris.
On lui doit un opuscule vendu au profit des victimes des insurrections de 1830... Grand Maître de l'ordre du Temple sous Napoléon à partir de la loge des Chevaliers de la Croix, il fonde à partir de cet ordre un hospice et un service d'entraide aux personnes en difficulté.

## Publications
- Considérations générales sur la péripneumonie, Thèse de médecine, 1803
- Manuel des Chevaliers de l’Ordre du Temple (1811), VIII-401 p. Publication des membres de l’Ordre du Temple, Guillaume Mauviel, Fabré-Palaprat, etc.
- Du Galvanisme appliqué à la médecine et de son efficacité dans le traitement des affections nerveuses de l'asthme, des paralysies, des douleurs rhumatismales, des maladies chroniques en général et particulièrement des maladies chroniques de l'estomac, des intestins, du foie, etc., avec des notes sur quelques remèdes auxiliaires, par La Beaume, ouvrage traduit de l'anglais et précédé de remarques, de considérations physiologiques et d'observations pratiques sur le galvanisme, par B.-R. Fabré-Palaprat, 1828
- Esquisse du mouvement héroïque du peuple de Paris dans les journées... des 26, 27, 28 et 29 juillet 1830, ou Lettre adressée au lieutenant-colonel Boyer, 1830
- Lévitikon ou Exposé des principes fondamentaux de la doctrine des chrétiens-catholiques-primitifs, suivi de leurs évangiles, d'un extrait de la Table d'or... et précédé du statut sur le gouvernement de l'Église et la hiérarchie lévitique, Paris, Librairie des Chrétiens-primitifs J. Machault, 1831. Rééd. Le Bord de la vie, 2006, 316 p.
- Épître du souverain pontife et patriarche de la religion chrétienne catholique primitive, 1831, 31 p.
- De l'Église chrétienne-primitive et du catholicisme romain de nos jours, par une réunion d'ecclésiastiques, Houdaille, 1833, 240 p.
- Jérusalem et Rome. Débats entre les journalistes protecteurs du catholicisme romain de nos jours et les conservateurs du christianisme de l'Église primitive, pour faire suite au livre : « De l'Église chrétienne-primitive et du catholicisme romain de nos jours », 1834
- Recherches historiques sur les Templiers et sur leurs croyances religieuses, Paris, Dentu, 1835, 70 p.
- Ordre du Temple. À la plus grande gloire de Dieu. Bernard-Raymond Fabré-Palaprat, par la grâce de Dieu et le suffrage des Frères, Grand Maître de l’Ordre du Temple et patriarche, 1837

## Distinction
- Chevalier de la Légion d'honneur